# TVB Pearl
TVB Pearl (en chino tradicional, 無綫電視明珠台, cantonés: mou sin din si ming zyu toi) es una de las dos cadenas de televisión abierta en Hong Kong que emite principalmente en idioma inglés, además de su principal competencia, el canal ATV World. Es operado por Television Broadcasts Limited, también conocida como TVB, junto con su señal hermana, TVB Jade, que emite en cantonés.
Además de la diferencia en el idioma, se diferencia de TVB Jade por transmitir programación de contenido más serio, como noticias o documentales, y en horario estelar está más dirigido a programas extranjeros —como American Idol o Desperate Housewives— y películas. Ocasionalmente emite programas en otros idiomas, como chino mandarín, japonés y coreano. 
Fundada el 19 de noviembre de 1967, TVB Pearl emite de forma gratuita a más de 2,1 millones de hogares en Hong Kong. En 1991, TVB Pearl comenzó a emitir con el sistema de transmisión de audio digital NICAM, que proporciona recepción de audio estéreo, bilingüe o trilingüe; con televisores compatibles, el espectador puede recibir audio en el idioma de su elección: normalmente inglés y cantonés. Subtítulos en chino están disponibles en la mayoría de los programas después de las 6:20 p. m..
La transmisión de la señal digital de TVB Pearl fue actualizada del formato SDTV al HDTV el 28 de octubre de 2012 a las 02:50 a. m..
Una muerte famosa fue la del conductor Wuang Shiee-xun-ie, que, mientras relataba un informe de un Crimen en Pekín sufrió un Paro cardiorrespiratorio y murió el 17 de marzo de 2006 en su programa Misterious deaths.

## Programación

### Originales
- The Pearl Report
- Money Magazine
- Dolce Vita
- News At Seven-Thirty, News Headlines, News Roundup, noticieros.
- Sports Live, deportes.

### Programas extranjeros
- Desperate Housewives
- Without a Trace
- 3-2-1 Penguins!
- 3-2-1 Contact
- Medium
- Dirt
- House
- ER
- The West Wing
- Love Hina
- Prison Break
- America's Next Top Model
- Top Gear
- Naked Science
- Ugly Betty
- Terminator: The Sarah Connor Chronicles
- The Apprentice
- Las Vegas
- Mobile Suit Gundam SEED
- Tru Calling
- Bill Nye the Science Guy
- Sesame Street
- Bear in the Big Blue House
- The Secret Show
- American Idol
- America's Got Talent
- Andy Pandy
- Firehouse Tales
- Mona the Vampire
- The 4400
- Standoff
- Heroes
- VeggieTales
- Teletubbies
- Claude
- Jimmy Two-Shoes
- Wolf's Rain
- Odd Squad
- Nature Cat
- Bones
- The Mentalist
- Monk
- Barney & Friends
- The Wiggles
- Adventures from the Book of Virtues
- Sanjay and Craig
- The Electric Company
- Nate Is Late
- The Loud House
- Pig Goat Banana Cricket
- Animaniacs
- Trust Me I’m a Genie
- Fringe
- Thomas and Friends
- Angelina Ballerina: The Next Steps
- Garfield and Friends
- True and the Rainbow Kingdom
- Peppa Pig
- Ben and Holly's Little Kingdom
- Kid-E-Cats
- Destination New Zealand
- Reign
- Stylista
- Shutterbugs
- Rolie Polie Olie
- Harvey Beaks
- Regular Show
- Hotel Babylon
- Project Runway
- So You Think You Can Dance
- It's a Big Big World
- Becca's Bunch
- Julie's Greenroom
- Wanda and the Alien
- Stanley
- Franny's Feet
- Digby Dragon
- Hannah Montana
- Lizzie McGuire
- The Suite Life of Zack & Cody
- That's So Raven
- The Kidsongs Television Show
- Hi-5 Australia
- PAW Patrol
- Wallykazam!
- Blaze and the Monster Machines
- Martha Speaks
- Hey Duggee
- Dinosaur Train
- Milly, Molly
- Kirby: Right Back at Ya!
- Rocket Monkeys
- Oggy and the Cockroaches (Season 5)
- Zig and Sharko
- Steven Universe
- Space Goofs
- Pac-Man and the Ghostly Adventures
- Numb Chucks
- Kaput and Zösky
- Drop Dead Diva
- 60 minutes
- Entertainment Tonight
- Asia's Next Top Model
- The Apprentice Asia
- The Kitchen Musical
- Square One Television